# NGC 186
NGC 186 је спирална галаксија у сазвежђу Рибе која се налази на NGC листи објеката дубоког неба.
Деклинација објекта је + 3° 9' 58" а ректасцензија 0h 38m 25,2s. Привидна величина (магнитуда) објекта NGC 186 износи 13,6 а фотографска магнитуда 14,5. NGC 186 је још познат и под ознакама UGC 390, MCG 0-2-98, CGCG 383-47, PGC 2291.